# Rodney Dangerfield
Pour les articles homonymes, voir Jacob Cohen.
Rodney Dangerfield, de son vrai nom Jacob Cohen, est un comédien de stand-up, un acteur et scénariste comique américain né le 22 novembre 1921 à Babylon (État de New York) et mort le 5 octobre 2004 à Los Angeles, des suites d'une opération à cœur ouvert.

## Filmographie

### Cinéma
- 1971 : The Projectionist, de Harry Hurwitz
- 1980 : Le Golf en folie (Caddyshack), de Harold Ramis
- 1983 : Hold-up en jupons (Easy Money), de James Signorelli
- 1986 : À fond la fac (Back to School), d'Alan Metter
- 1988 : Moving (en), d'Alan Metter
- 1991 : Homère le roi des cabots (Rover Dangerfield), de Jim George et Bob Seeley (voix)
- 1992 : Ladybugs, de Sidney J. Furie
- 1994 : Tueurs nés (Natural Born Killers), d'Oliver Stone
- 1995 : Guide to Golf Style and Etiquette, d'Anthony Dalesandro (vidéo)
- 1995 : Casper de Brad Silberling : Lui-même
- 1997 : Meet Wally Sparks, de Peter Baldwin
- 1998 : Rusty, chien détective (Rusty: A Dog's Tale), de Shuki Levy (voix)
- 1998 : The Godson (en), de Bob Hoge
- 1999 : Pirates: 3D Show, de Keith Melton (court-métrage)
- 2000 : My 5 Wives, de Sidney J. Furie
- 2000 : Little Nicky, de Steven Brill
- 2002 : The 4th Tenor, de Harry Basil
- 2004 : Back by Midnight, de Harry Basil
- 2005 : Angels with Angles, de Scott Edmund Lane

### Télévision
- 1977 : Benny and Barney: Las Vegas Undercover, de Ron Satlof (TV)
- 1996 :   Les Simpson (Larry) (voix) (TV) (épisode Le Fils indigne de M. Burns)
- 1997 : Casper, l'apprenti fantôme (Casper: A Spirited Beginning), de Sean McNamara (TV)
- 2003 : The Electric Piper, de Raymie Muzquiz (TV) (voix)